# 朱華 (道士)
朱華，字文江，清朝道士、畫家。
為武原道士張謙高之徒，居於乍浦苦竹山天后宮。詩、畫皆佳，筆墨秀逸，曾作《雪屋填詞圖》送詩人郁載瑛。

## 相關作品
- 《味雪齋詩鈔》
- 《木雞書屋詩選》